# 2008年北京オリンピックのスウェーデン選手団
2008年北京オリンピックのスウェーデン選手団（2008ねんペキンオリンピックのスウェーデンせんしゅだん）は、2008年8月8日から8月24日にかけて中国の北京を主として開催された2008年北京オリンピックのスウェーデン選手団、およびその競技結果。

## 概要
今大会は銀メダル4個、銅メダル1個の合計5個のメダルを獲得した。

## メダル
| メダル | 選手名                                        | 競技       | 種目                     |
| ------ | --------------------------------------------- | ---------- | ------------------------ |
| 銀     | シーモン・アスペリン トーマス・ヨハンソン     | テニス     | 男子ダブルス             |
| 銀     | エマ・ヨハンソン                              | 自転車     | 女子個人ロードレース     |
| 銀     | グスタフ・ラーション                          | 自転車     | 男子個人タイムトライアル |
| 銀     | ロルフ＝ヨーラン・ベントソン                  | 馬術       | 障害馬術個人             |
| 銅     | フレドリク・レーフ アンデルス・エクストローム | セーリング | 男子スター級             |

## サッカー
- サッカースウェーデン女子代表

## ハンドボール
- 女子（世界最終予選1組）